# Yum

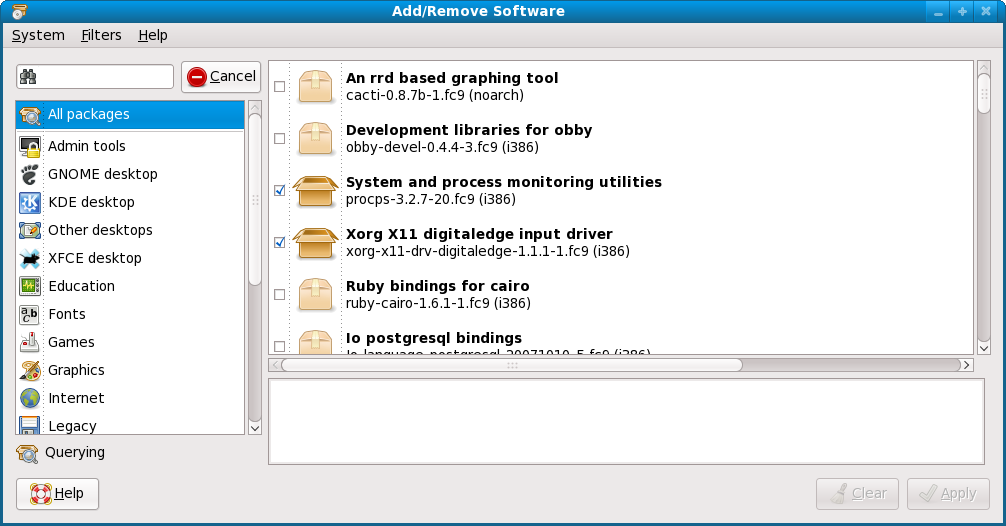
PackageKit é agora o front-end usado para o yum, no Fedora

O Yellowdog Updater, Modified ou conhecido também como YUM é uma ferramenta utilizada para gerenciar a instalação e remoção de pacotes em distribuições Linux, que utilizam o sistema RPM. É um gerenciador de pacotes de arquivos similar ao APT que lida automaticamente com dependências computando-as e resolvendo o que deve ser feito para tratá-las. Trabalha com formato .rpm de pacotes de arquivos.
O Yum faz o download do pacote especificado de algum repositório. Possui um simples arquivo de configuração. Faz um cálculo eficaz das dependências.